# Jesús Glaría Yetano
Jesús Glaría Yetano  (Villafranca, 27 ottobre 1961) è un ex calciatore spagnolo, di ruolo difensore.

## Biografia
Viene da una famiglia di calciatori: suo padre José Glaría Jordán, così come gli zii Francisco, Jaime e Jesus, furono calciatori, militando in massima serie spagnola.

## Carriera
Esordì nella Primera División spagnola nella stagione 1983-84, collezionando una presenza sotto la guida dell'allenatore Ivica Brzić.
Nella stagione successiva giocò in Segunda División con il Logroñés.
Delfín Álvarez, allenatore della squadra di Logroño, schierò Glaría titolare una volta e in cinque occasioni lo fece entrare in campo dalla panchina. Il difensore di Villafranca giocò per 204 minuti.
Nella stagione 1987-1988 giocò un'altra volta nel secondo campionato del calcio spagnolo ma questa volta vestì la maglia dell'Unió Esportiva Lleida. Con i catalani arrivò al sesto posto in campionato. Giocò 37 partite e segnò 9 reti.
Fu il giocatore con più presenze in quella stagione insieme a Juan José Lekumberri e il secondo miglior marcatore insieme a Ramón Sánchez Planelles.
Grazie alle sue prestazioni, nella stagione 1988-1989 tornò a giocare in Primera División, con il Real Saragozza. Esordì il 4 settembre 1988, in una partita giocata contro il Valencia e terminata a reti inviolate. Allenato da Radomir Antić, fu schierato venti volte nella difesa a quattro dell'allenatore serbo; fu titolare cinque volte e in tre occasioni giocò per 90 minuti.
Nella stagione 1989-90 le presenze da titolare furono 23, e per tre volte entrò dalla panchina. Giocò anche due partite in Coppa UEFA, per un totale di 53 minuti. Nella stagione 1990-1991, allenato prima dall'uruguaiano Ildo Maneiro e poi dallo spagnolo Víctor Fernández, collezionò 16 presenze, quattro delle quali da titolare.
Segnò il suo unico gol con la squadra aragonese in una partita di Coppa del Re.
In tutte le competizioni, con il Real Saragozza, giocò 73 partite, l'ultima di queste il 31 marzo 1991, quando gli aragonesi persero per 1-0 allo stadio La Romareda contro il Tenerife. A 29 anni passò al Sant Andreu, in Segunda B. Con i catalani disputò per due volte i playoff per la promozione in Segunda, senza ottenerla.
Dopo due stagioni passò al Tudelano, con cui giocò in Segunda B nella stagione 1993-1994, prima di ritirarsi.